# 布埃尼
布埃尼（法語：Bouéni，法語發音：[bweni]）是法国海外省马约特的一个市镇。

## 地理
布埃尼（12°54'25"S, 45°4'43"E）面积14.29 平方千米，位于法国海外省马约特。
与布埃尼接壤的市镇（或旧市镇、城区）包括：希龙吉、卡尼凯利。
布埃尼的时区为UTC+03:00。

## 行政
布埃尼的邮政编码为97620，INSEE市镇编码为97604。

## 政治
布埃尼所属的省级选区为布埃尼县，同时布埃尼也是该县的中央投票站所在地。

## 人口
布埃尼于2017时的人口数量为6189人。